# Germama
De Germama (of Kasam) is een rivier in Ethiopië die uitmondt in de Awash. De Germama is geen bevaarbare rivier; in de regentijd kent de rivier een groot volume. De rivier ontspringt ten westen van Kese Koremash en stroomt in oostelijke richting naar de Awash.
De naam Germama komt uit het Amhaars en betekent zoveel als "ontstuimig", "levendig" of "dartelend".
In 2005 werd begonnen met het bouwen van een dam in de Germana om land aan beide zijden van de rivier te kunnen irrigeren, evenals in het Dofen- en Kebenagebergte